# Edwardsville (Kansas)
Edwardsville és una població dels Estats Units a l'estat de Kansas. Segons el cens del 2000 tenia 4.146 habitants.

## Demografia
Segons el cens del 2000, Edwardsville tenia 4.146 habitants, 1.568 habitatges, i 1.091 famílies. La densitat de població era de 178,1 habitants/km².
Dels 1.568 habitatges en un 32,8% hi vivien nens de menys de 18 anys, en un 53,6% hi vivien parelles casades, en un 11,8% dones solteres, i en un 30,4% no eren unitats familiars. En el 26,3% dels habitatges hi vivien persones soles el 10% de les quals corresponia a persones de 65 anys o més que vivien soles. El nombre mitjà de persones vivint en cada habitatge era de 2,52 i el nombre mitjà de persones que vivien en cada família era de 3,03.
Per edats la població es repartia de la següent manera: un 26% tenia menys de 18 anys, un 8,1% entre 18 i 24, un 30% entre 25 i 44, un 21,5% de 45 a 60 i un 14,4% 65 anys o més.
L'edat mediana era de 36 anys. Per cada 100 dones de 18 o més anys hi havia 84,6 homes.
La renda mediana per habitatge era de 42.875 $ i la renda mediana per família de 48.225 $. Els homes tenien una renda mediana de 37.806 $ mentre que les dones 23.750 $. La renda per capita de la població era de 18.887 $. Entorn del 7,3% de les famílies i el 7,6% de la població estaven per davall del llindar de pobresa.

## Poblacions més properes
El següent diagrama mostra les poblacions més properes.